# Lendvai Miklós (író)
Lendvai Miklós, 1884-ig Lőwy (Szeged, 1862. február 5. – Temesvár, 1912. március 31.) író, újságíró, lapszerkesztő, megyei tiszteletbeli főjegyző. 

## Életútja
Miután iskoláit elvégezte, 1880-ban lépett Trencsén vármegye szolgálatába. 1881-ben tiszteletbeli aljegyző, 1883-ban negyedik aljegyző lett. 1884-ben Lőwy családi nevét Lendvaira változtatta. A megyei szolgálatban fokról fokra előlépve, 1892-ben első aljegyző és 1894-ben tiszteletbeli főjegyző lett. 1888-tól 1898-ig tartalékos hadnagy volt a közös hadsereg 46. gyalogezredénél, majd a magyar királyi honvéd gyalogságnál.
1892-től titkára volt a temesvári Magyar Nyelvet Terjesztő Egyesületnek és 1898-tól a Délvidéki Nemzeti Szövetségnek, 1908-tól a főtitkára az Arany János Társaságnak, elnöke a temesvári Munkásgimnázium felügyelőbizottságának, tiszteletbeli elnöke a temesvári Népiroda-Egyesületnek, melynek egyik megalapítója. Titkára volt még a dél-magyarországi tisztviselők egyesületének és a temesvári tornaegyletnek; pénztárnoka a vöröskereszt-egylet Temes megyei és temesvári választmányának. Igazgatóválasztmányi tagja a dél-magyarországi történelmi és régészeti múzeumtársulatnak, főtitkára a Délvidéki Tüdővészellenes Szövetségnek, alelnöke a Temesvári és Temesvármegyei Szabadoktatásügyi Bizottságnak. A Szabad Líceumnak tíz éven át egyik előadója volt.
1912-ben a Ferenc József-rend lovagkeresztjét adományozta neki a király a közigazgatás és közművelődés terén szerzett érdemeinek elismerése gyanánt.

## Újságírói munkássága
1878. október 1-jén főmunkatársa lett a Temesi Lapok című napilapnak, melynek kötelékében megmaradt, amikor a lap nevét 1880. október 17-én Délmagyarországi Lapokra, 1887. október 4-től Délmagyarországi Közlönyre változtatta. 1890. június 1-től a lap felelős szerkesztője és 1900. január 1-től óta annak kiadó-tulajdonosa volt. Ezen hírlapba írt cikkei: 1896. 70., 71-ik sz. Márcziusi napok Temesvárott, 1887. 279. Komáromy Alajos szinész, 1888. 62. Márcziusi napok Temesvárott, 1889. 133., 141., 143. Mikor volt Petőfi Temesvárott, 1890. 297. Petőfi és Bem, 1897. 175. sz. Petőfi Sándor Temesvárott, sat.)
Több közigazgatási szakcikket írt a Magyar Közigazgatásba (1885-86. A kisebb fokú vélségekről sat.). Lapjában lelkesedéssel szolgálta a délvidéki magyarság érdekeit. 1882-ben a temesvári magyar nyelvterjesztő egyesület, 1883-ban a temesvári magyar színügygyámolító egyesület megalakítása érdekében fejtett ki propagandát. 1891-ben a délvidéki közművelődési egyesület megalakítása érdekében számos cikket írt; 1892-ben a délvidéki magyar színi szövetség létrejövetele érdekében buzgólkodott: 1893-tól 1896-ig évről-évre megújította a délvidéki kultúregyesület megalakítása iránti felhívást. Írt ezenkívül számos vezércikket a magyar színészetnek Temesvárott leendő állandósítása érdekében, ismertetett lapjában levéltári okmányokat, temesvári és Temes vármegyei történelmi eseményeket; írt apróbb-nagyobb elbeszélést, rajzokat saját neve alatt, vagy + jegy és Mikulás név alatt.
Szerkesztette a Délibáb című ifjúsági és szépirodalmi folyóiratot 1881. október 1-től 1882. december 31-ig Temesváron és 1898. október 15-től szerkesztette a Közgazdaság című folyóiratot, mely mint a Délmagyarországi Közlöny melléklapja havonta kétszer jelent meg.

## Művei
- Szerb és román vígjátékok. Temesvár, 1883.
- Temes vármegye szabályrendeletei és elvi jelentőségű határozatai. Temesvár, 1885.
- Ágról-ágra. Elbeszélések és rajzok. Szeged, 1889.
- Temesvármegyei közigazgatósági Napló. Temesvár, 1891. (Minden évben új és javított kiadás. A belügyminiszer 1896. 14. 614. sz. körrendeletileg mintaszerű összeállításáért valamennyi vármegyének ajánlotta.)
- Temesvármegye nemes családjai. Kiadja a délmagyarországi történelmi és régészeti múzeum-társulat. Budapest, 1895. (Heraldikai és genealógiai díszmű száz család színezett címerrajzával.)

Színműfordítása szerbből: Szerelmes levél, vígjáték 2 felvonásban. Írta Trifkovits Szilárd (Kosta Trifković). Bemutató: 1882, Nemzeti Színház.